# Chiesa di San Giovanni Battista (Sherbrooke)
La chiesa dell'Immacolata Concezione è una chiesa cattolica romana situata a Sherbrooke nel Québec in Canada.

## Storia
La chiesa venne eretta tra il 1905 e il 1908 secondo il progetto dell'architetto J. Wilfrid Grégoire e dell'architetto Brassard.

## Descrizione

### Interni
Gli interni della chiesa sono di una sontuosità degna di nota.

### Esterni
La facciata della chiesa è tripartita ed è sormontata da un campanile centrale e da due torrette laterali. Il rosone che sormonta il portale principale è collocato al di sopra di tre finestre arcate.

## Galleria d'immagini

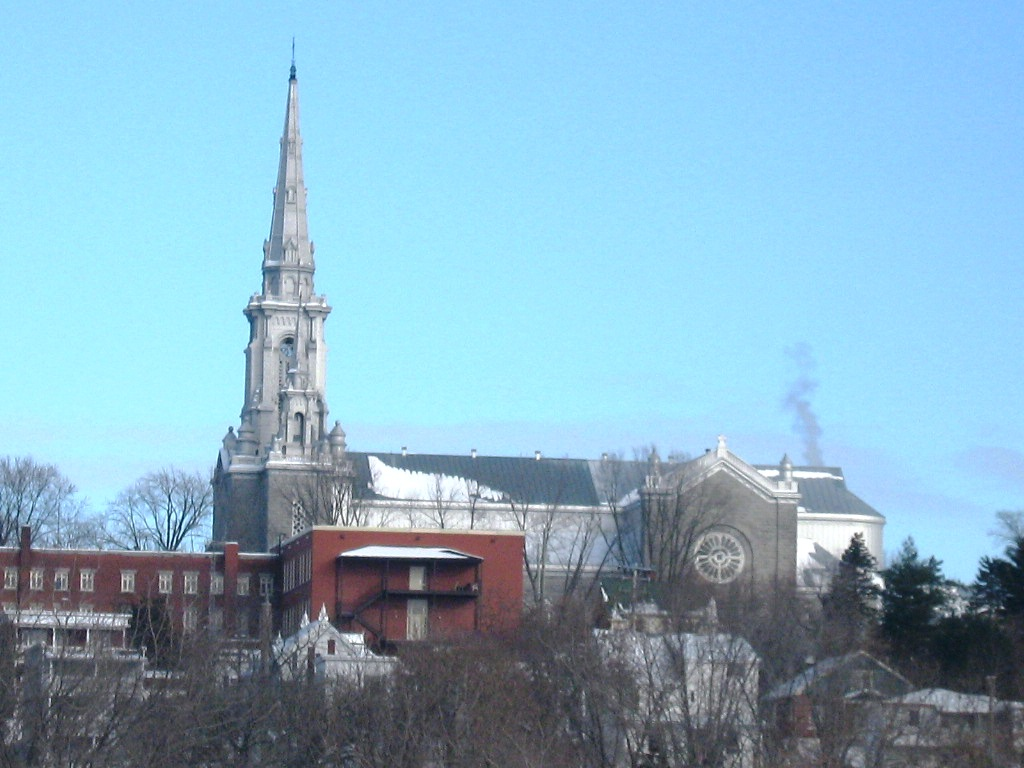
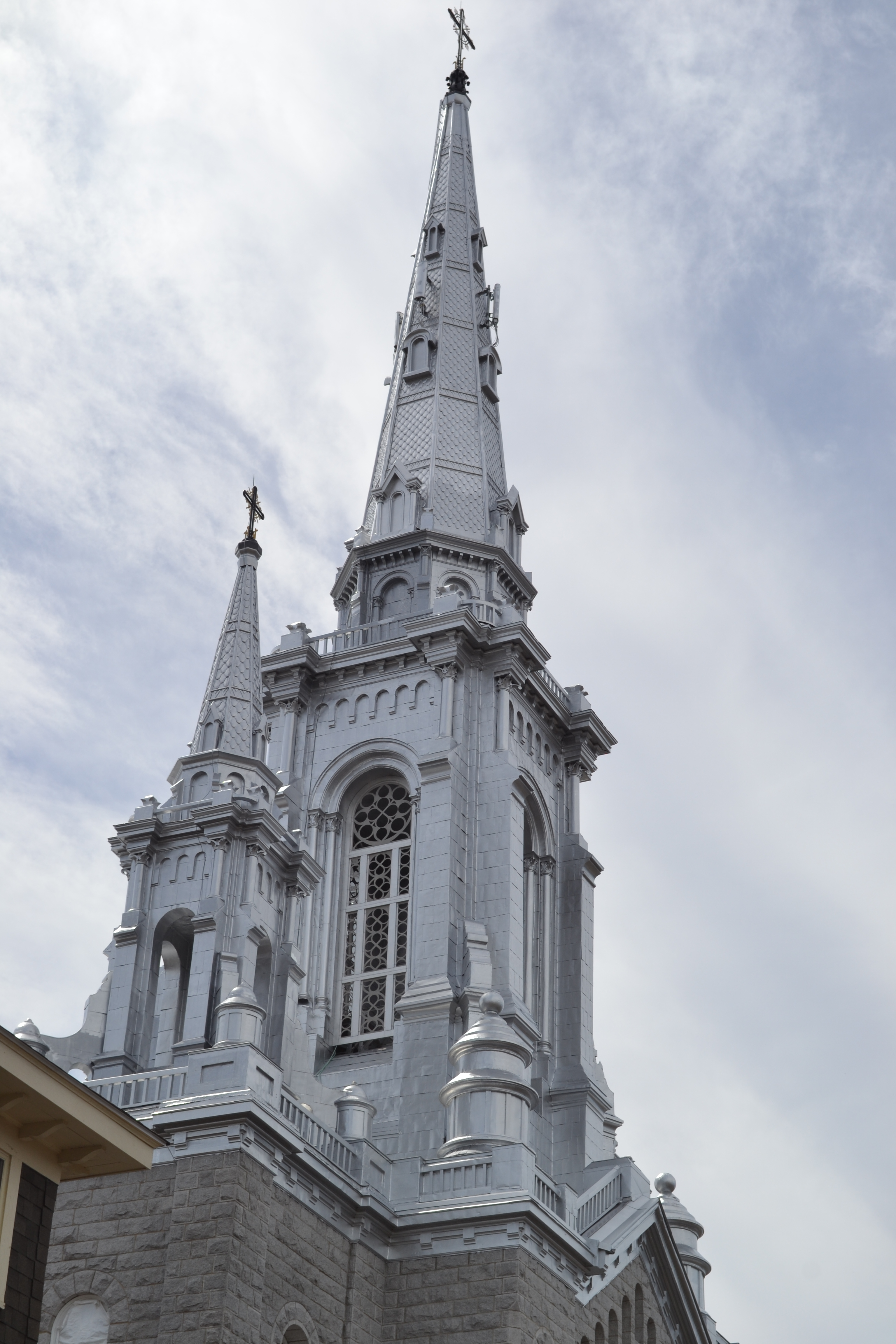
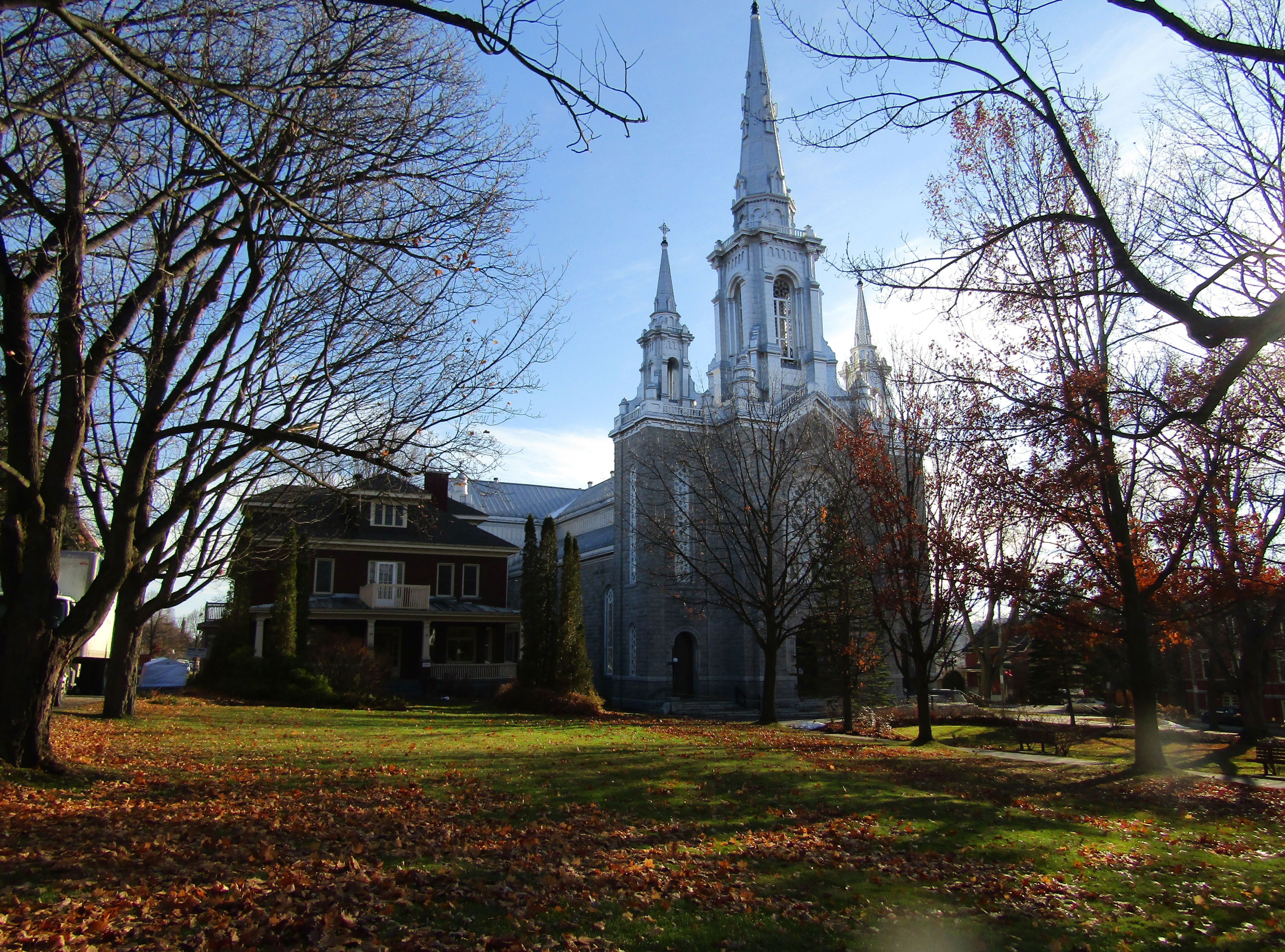